# Mt. Desolation
Mt. Desolation es un dúo de música country y rock alternativo procedente de Inglaterra. Es el proyecto alterno de Tim Rice-Oxley y Jesse Quin, miembros de la banda británica Keane.  
Su primer disco, que lleva el título de la banda, fue lanzado el 18 de octubre de 2010. 
El 25 de mayo de 2018 la banda lanzaría su segundo disco, titulado When The Night Calls, que sería seguido de un tour corto por Reino Unido en junio del mismo año. 
Cinco años más tarde, en febrero de 2023, Mt. Desolation lanzó el sencillo “Sunrise”, y anunciaron su tercer disco, titulado Through Crooked Aim, que sería publicado el 21 de abril. 
Aunque se trate oficialmente de un dúo, la lista completa de integrantes de la banda incluye también a miembros de The Killers, Mumford & Sons, Noah & The Wale, The Long Winters y The Staves. Los directos van a mano de Jesse Quin, Tim Rice-Oxley, Jessica Staveley Taylor, Fimbo, John-William Scott y Phil Renna.

## Origen
El proyecto se inició durante el "Perfect Symmetry World Tour" de Keane en el año 2009, durante una conversación en un bar de Dublín, Irlanda. Rice-Oxley y Quin, pianista y bajista de Keane respectivamente, tuvieron la idea de hacer un álbum country, pero sin pretensiones de lanzamiento. En 2010, ambos músicos formaron Mt. Desolation, proyecto alterno a Keane.
El dúo británico empezó a hacer presentaciones esporádicas en los descansos entre conciertos de la gira de Keane "Night Train Tour". Tras finalizar el tour, Rice-Oxley y Quin se concentraron en lo que sería el primer álbum de este proyecto, el cual estuvo enfocado en la música country.

## Mt. Desolation
El álbum debut del dúo británico se llama igual que el proyecto: Mt. Desolation, el cual salió a la venta el 18 de octubre de 2010, bajo el sello de Island Records. Éste se posicionó en el núm.140 de los charts del Reino Unido y en el núm.10 en Estados Unidos. Se lanzaron tres sencillos: "Departure", "State of our affairs" y "Bitter Pill". 
Tanto Tim Rice-Oxley como Jesse Quin han aclarado que Mt. Desolation no es un alejamiento de Keane por parte de ellos, ya que según sus palabras: "Keane es y será su primer amor".
- Datos: Q738119